# Mylothris smithii
Mylothris smithii is een vlinder uit de familie van de witjes (Pieridae).
De wetenschappelijke naam van de soort werd in 1879 gepubliceerd door Paul Mabille. De soort werd verzameld op Madagaskar.